# Flore Bonaventura
Pour les articles homonymes, voir Bonaventura.
Flore Bonaventura, née le 12 octobre 1988, est une actrice française.
Elle a notamment tenu le rôle de Juliette Magellan dans les premiers épisodes de la série Commissaire Magellan.

## Biographie

### Origines familiales et formation
Flore Bonaventura se découvre une passion pour le théâtre dès l'âge de dix ans. 
De 2002 (14 ans) à 2005, elle suit les cours d'art dramatique au conservatoire Marcel Dupré de Meudon. De 2005 (17 ans) à 2010, elle est élève de l'école d'art dramatique de l'actrice Eva Saint-Paul à Paris.

### Débuts à la télévision (2009-2013)
Dès 2009, elle obtient un rôle dans un épisode de la série télévisée Les Petits Meurtres d'Agatha Christie, avec Antoine Duléry. 
La même année, elle entre dans la distribution de la série Commissaire Magellan, avec Jacques Spiesser, où elle incarne la fille aînée du commissaire, Juliette, rôle qu'elle tient jusqu'en 2013 (épisodes 1 à 9). 
En 2012, elle apparaît dans deux téléfilms, Mes deux amours de Régis Musset et Malgré-elles de Denis Malleval, ainsi que dans la série Alice Nevers : Le juge est une femme.

### Carrière
C'est en 2012 qu'elle apparaît pour la première fois au cinéma dans Comme des frères d'Hugo Gélin. L'année suivante, elle joue dans Casse-tête chinois de Cédric Klapisch. 
Elle tient aussi le premier rôle de la série d'espionnage La Source. 
En 2014, elle joue dans Les Souvenirs de Jean-Paul Rouve.
En 2025, elle joue dans la série « Tout pour la lumière » en tant qu’Iris Boissier, une femme qui est passionnée par la musique, également nutritionniste pour une ONG au Mali durant 10 ans. 

## Filmographie

### Cinéma

#### Longs métrages
- 2012 : Le madri prigioniere : Alice Fabre
- 2012 : Comme des frères d'Hugo Gélin : Cassandre
- 2013 : Sorgoï Prakov, my european dream de Rafael Cherkaski
- 2013 : Casse-tête chinois de Cédric Klapisch : Isabelle, la baby-sitter
- 2014 : Les Souvenirs de Jean-Paul Rouve : Louise
- 2019 : Paradise Beach de Xavier Durringer : Tatiana
- 2019 : Je voudrais que quelqu'un m'attende quelque part d'Arnaud Viard : Sarah Briot

#### Courts métrages
- 2012 : White City Spleen d'Alfred Rambaud : la sœur
- 2017 : Tout le monde a raison d'Emmanuel Mouret : Catherine

### Télévision

#### Téléfilms
- 2011 : Petits arrangements avec ma mère de Denis Malleval : Pamyna
- 2012 : Mes deux amours de Régis Musset : Juliette Cantarella
- 2012 : Malgré-elles de Denis Malleval : Alice Fabre
- 2014 : La Loi, le combat d'une femme pour toutes les femmes de Christian Faure : Diane
- 2015 : Les Blessures de l'île d'Edwin Baily :  Manon Le Gall
- 2017 : La Mort dans l'âme de Xavier Durringer : Pauline Lagnier
- 2018 : Roches Noires de Laurent Dussaux : Lisa Campion
- 2019 : Les Ombres de Lisieux de Nicolas Guicheteau : Laurène Letterier
- 2019 : Le Premier Oublié de Christophe Lamotte : Maureen
- 2022 : Le Village des endormis de Philippe Dajoux : Camille
- 2022 : Meurtres sur la Côte fleurie de Gabriel Aghion : Anna Kareski
- 2023 : À fleur de peau de Christian Bonnet : Emy Varenne
- 2025 : Le Crime de la tour Eiffel de Julien Seri : capitaine Laura Giordano

#### Séries télévisées
- 2008 : Mon père dort au grenier : Kiss Dacourt
- 2009 : Les Petits Meurtres d'Agatha Christie : Juliette Boisseau-Larosière (épisode 1.05 : Le Chat et les Souris)
- 2009 - 2013 : Commissaire Magellan : Juliette Magellan (épisodes 1 à 9)
- 2012 : Alice Nevers : Le juge est une femme : Émilie Bartholie (épisode 10.02 : Animal)
- 2012 : Chambre 327 de Benoît d'Aubert (mini-série) : Lisa Marsac
- 2013 : La Source (mini-série) de Xavier Durringer : Marie Voisin
- 2014 : Jusqu'au dernier (mini-série) : Sybille Latour
- 2015 : La Promesse du feu (mini-série) de Christian Faure : Tiffany Roche
- 2018 : Ben (mini-série) de Akim Isker : Nathalie
- 2020 : Grand Hôtel de Yann Samuell et Jérémy Minui : Hélène
- 2021 : Sauver Lisa de Yann Samuell : Garance Keller
- 2021 : Une si longue nuit, mini-série de Jérémy Minui : capitaine Parakian
- 2022 : L'Homme de nos vies, mini-série de Frédéric Berthe : Oriane Mancini
- 2022 : I3P, mini-série de Jeremy Minui
- 2024 : R.I.P. Aimons-nous vivants ! de Frédéric Berthe : Ophélie
- 2025 : Rien ne t'efface de Jérôme Cornuau : Amandine
- 2025 : Tout pour la lumière de Nicolas Herdt

## Distinctions
- Festival du film de Cabourg 2014 : Prix Premiers Rendez-vous pour Casse-tête chinois